# Billy Simpson
Billy Simpson (Belfast, 12 dicembre 1929 – Glasgow, 27 gennaio 2017) è stato un calciatore nordirlandese, di ruolo attaccante.

## Palmarès

### Club

#### Competizioni nazionali
- Irish Cup: 2

Linfield: 1947-1948, 1949-1950
- Campionato nordirlandese: 2

Linfield: 1948-1949, 1949-1950
- Campionato scozzese: 4

Rangers: 1952-1953, 1955-1956, 1956-1957, 1958-1959
- Coppa di Scozia: 1

Rangers: 1952-1953

### Individuale
- Capocannoniere del campionato nordirlandese: 1[1]

1948-1949 (19 gol)